# 裸 (2017年電影)
是一部2017年美國喜劇片，由麥可·泰迪斯執導，瑞克·阿爾瓦雷斯、柯瑞·科勒和馬龍·韋恩斯共同撰寫劇本。其主演包括韋恩斯、蕾吉娜·霍爾和丹尼斯·赫柏特。
本片2017年8月11日在Netflix上發行。

## 劇情
代課老師羅伯將與女醫生結婚，但女方父親是重面子的富商。
然而當天羅伯在結婚的前一個小時莫名發現自己裸體出現在故障的電梯裡，他必須在一小時內趕去教堂，同時解決自己的衣服問題，但這一小時總是困難重重，遇到各種人各種事，在他要成功之時教堂的鐘聲敲響了，他又時光回溯裸體出現在電梯裡，一遍一遍的重複。
就像永不結束的電玩遊戲一樣，直到他誠實面對自己的人生，找出解套的方法才終於擺脫迴圈娶回美嬌娘。

## 演員
- 馬龍·韋恩斯 飾 Rob Anderson[1]
- 蕾吉娜·霍爾 飾 Megan Swope[1]
- 強納森·陶德·傑克森[2] 飾 Benny
- 洛麗塔·黛薇（英语：Loretta Devine）[2] 飾 Brides Mother
- 丹尼斯·赫柏特 飾 Reginald Swope[2]
- 科里·哈德里克（英语：Cory Hardrict） 飾 Drill[3]
- 戴夫·謝里登 飾 Officer Mike Bentley
- 小尼爾·布朗（英语：Neil Brown Jr.） 飾 Officer Rick McBride
- 茱旺丹斯·坎德丹斯（英语：Jwaundace Candece） 飾 Shaundra
- 傑森·戴維斯 飾 Principal Melon
- 布萊恩·麥奈特（英语：Brian McKnight） 飾 他自己

## 製作
2016年9月21日，宣布馬龍·韋恩斯將與蕾吉娜·霍爾一同主演電影《Naked》。2016年10月20日，科里·哈德里克加入本片的演出。主要攝影從2016年10月17日開始進行。

## 發行
本片定於2017年8月11日在Netflix上發行。

## 外部連結
- 互联网电影数据库（IMDb）上《Naked》的资料（英文）